# Microcharis praetermissa
Microcharis praetermissa là một loài thực vật có hoa trong họ Đậu. Loài này được (Baker f.) Schrire mô tả khoa học đầu tiên.